# جولييت ماي (مخرجة)
جولييت ماي (بالإنجليزية: Juliet May)‏ هي مخرجة بريطانية، ولدت في 1966 في إبسوتش في المملكة المتحدة.

## وصلات خارجية
- جولييت ماي على موقع IMDb (الإنجليزية)
- جولييت ماي على موقع قاعدة بيانات الفيلم (الإنجليزية)